# Requiem Canticles (Стравинский)
Requiem Canticles — «Заупокойные песнопения», Реквием для контральто и баритона соло, хора и камерного оркестра на латинский канонический текст из римско-католической заупокойной мессы и погребальной службы, написанный Игорем Стравинским в 1966 году.

## Строение реквиема
Произведение состоит из девяти частей:
1. Prelude
2. Exaudi
3. Dies irae
4. Tuba mirum (часть секвенции "Dies irae")
5. Interlude
6. Rex tremendae (часть секвенции "Dies irae")
7. Lacrimosa (часть секвенции "Dies irae")
8. Libera me
9. Postlude

## Состав оркестра
Необычный состав оркестра, исполняющий реквием, состоит из 4 флейт (также пикколо и альтовой флейты), 2 фаготов, 4 валторн, 2 труб, 3 тромбонов, литавр, ксилофона, вибрафона, колоколов, арфы, фортепиано, челесты и струнных.